# Окамура, Хомарэ
Хомарэ Окамура (яп. 岡村ほまれ Окамура Хомарэ, род. 9 мая 2005 года) — японская певица, модель, участница 15 поколения японской поп-группы Morning Musume.

## Группы и юниты Hello! Project
- Morning Musume (2019—)

## Дискография

### Студийные альбомы
Morning Musume
- 16th ~That’s J-POP~ (2021)

## Фильмография

### Телевизионные сериалы
- [2019-] КАНАЛ OMAKE
- [2019] Привет, профи Коухаку Тайко THE ☆ BATTLE 2019
- [2019-] Morning Musume '19 из Morning Jogakuin ~ Houkago Meeting ~
- [2019-] Три станции
- [2020] Hello Pro ONE × ONE
- [2020] Привет, профи из Oshigoto Challenge! 2

### Театр
- [2018] Lovelys ~Kimi no Mayoi Michi~ (ラブリーズ～君の迷い道～)[2]

### Объявления
- [2015] Otabe "Kotabe" (おたべ「こたべ」)

## Фотокниги
Сольные фотокниги
1. Homare (2020)[3]
2. Homare Seventeen's Journey (2022)[4]